# Norteado
Norteado és una pel·lícula mexicana estrenada el 2009, escrita i dirigida per Rigoberto Perezcano i produïda per Edgar San Juan.

## Sinopsi
Andrés, un jove agricultor de l'estat d'Oaxaca al sud de Mèxic, deixa la seva dona i els seus fills per provar sort als Estats Units. Utilitza un pollero (contrabandista) per travessar la frontera il·legalment. Però és recollit per una patrulla de la policia nord-americana, situat en un centre de detenció i després deportat. Tanmateix, no es rendeix... Mentrestant és recollit per la gerent d'una modesta botiga de queviures a Tijuana, Ela. Al principi, Cata, la seva ajudant, tem l’arribada d’aquest nou empleat. Les dues dones, allunyades dels seus marits, treballadores emigrades, acabaran lligades a Andrés...

## Crítiques
| « | Norteado és el "retrat tragicòmic d'un migrant encallat a la frontera entre els Estats Units i Mèxic. 1 Per al seu primer llargmetratge, Rigoberto Perezcano "es va enfrontar a un dels reptes més transgressors del panorama del cinema mexicà recent: desterrar aquest to èpic que sovint s'associa a les denúncies socials" » | » |

| « | Norteado torna a abordar "el dolorós tema de l'alienació, la injustícia i la relació Nord-Sud, a través del tema espinós de la immigració il·legal". Sobre aquesta realitat, la pel·lícula "broda, però, una faula divertida i tan delicada com la música de Debussy que la bressola, sense perdre de vista la monstruosa ineptitud de la situació". […] El principi de la repetició minimalista que regeix l’obra no només fa del seu encant. Introdueix una bella reflexió sobre el desig de llibertat dels homes, que cap frontera del món pot impedir de complir ”. | » |

## Repartiment
- Harold Torres - Andrés
- Sonia Couoh - Cata
- Alicia Laguna - Ela
- Luis Cárdenas - Asensio
- Adolfo Madera - Oficial d'Immigració

## Nominacions i premis
LII edició dels Premis Ariel.
| Categoria                  | Persona                              | Resultat  |
| -------------------------- | ------------------------------------ | --------- |
| Millor pel·lícula          |                                      | Nominada  |
| Millor actor               | Harold Torres                        | Nominat   |
| Millor coactuació femenina | Sonia Couoh                          | Nominada  |
| Millor fotografia          | Alejandro Cantú                      | Nominat   |
| Millor guió                | Rigoberto Perezcano i Edgar San Juan | Nominats  |
| Millor edició              | Miguel Schverdfinger                 | Guanyador |
| Millor disseny artístic    | Ivonne Fuentes                       | Nominada  |
| Millor maquillatge         | Mari Paz Robles                      | Nominada  |
| Millor òpera prima         |                                      | Nominada  |